# Allajulus salvadorii
Allajulus salvadorii är en mångfotingart som beskrevs av Filippo Silvestri 1896. Allajulus salvadorii ingår i släktet Allajulus och familjen kejsardubbelfotingar. Inga underarter finns listade i Catalogue of Life.